# 杜布羅夫諾
杜布羅夫諾是白俄羅斯的城鎮，位於首府維捷布斯克東南107公里，由維捷布斯克州負責管轄，海拔高度170米，2008年人口8,600。第二次世界大戰期間，納粹德國在1941年7月17日至1944年6月26日佔領該鎮。

## 外部連結
- Dubroŭna Raion Executive Committee （页面存档备份，存于）
- Global Anabaptist Mennonite Encyclopaedia Online